# Astragalus miser
Astragalus miser är en ärtväxtart som beskrevs av William Jackson Hooker. Astragalus miser ingår i släktet vedlar, och familjen ärtväxter.

## Underarter
Arten delas in i följande underarter:
- A. m. crispatus
- A. m. decumbens
- A. m. hylophilus
- A. m. miser
- A. m. oblongifolius
- A. m. praeteritus
- A. m. serotinus
- A. m. tenuifolius

## Bildgalleri

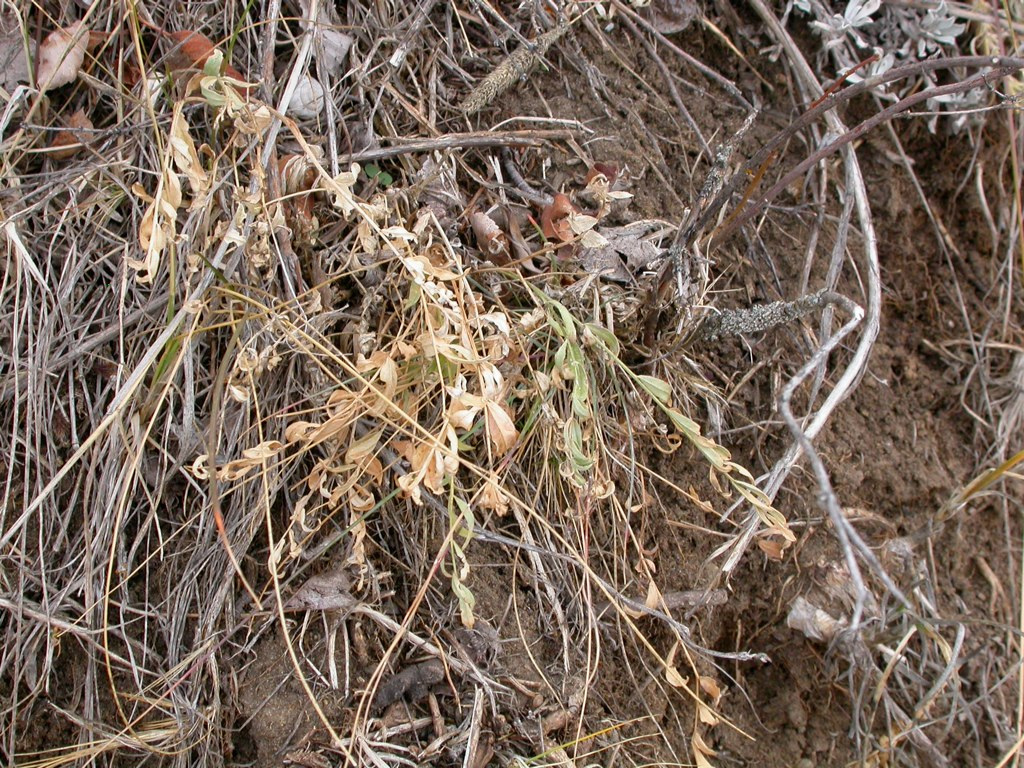
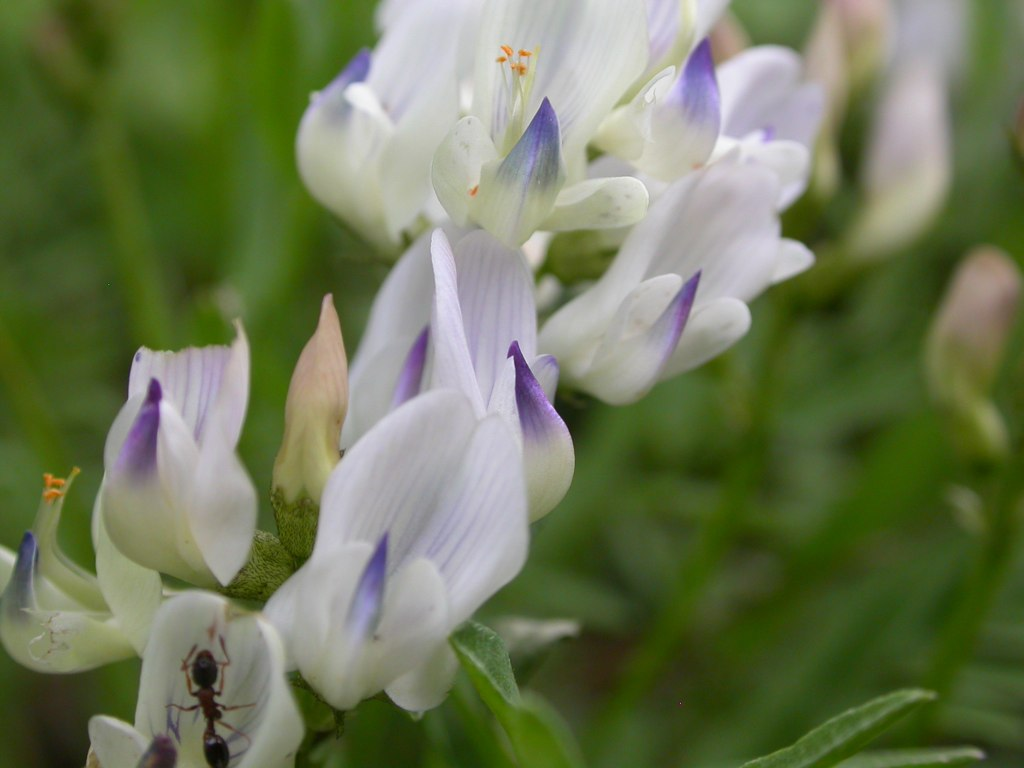
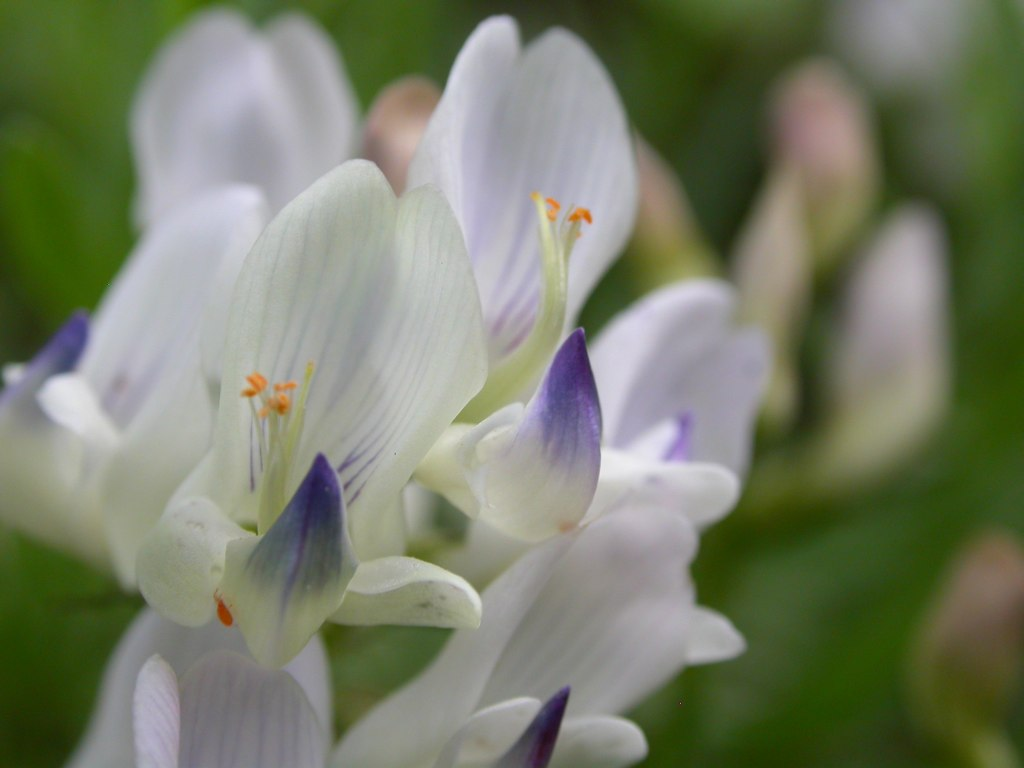
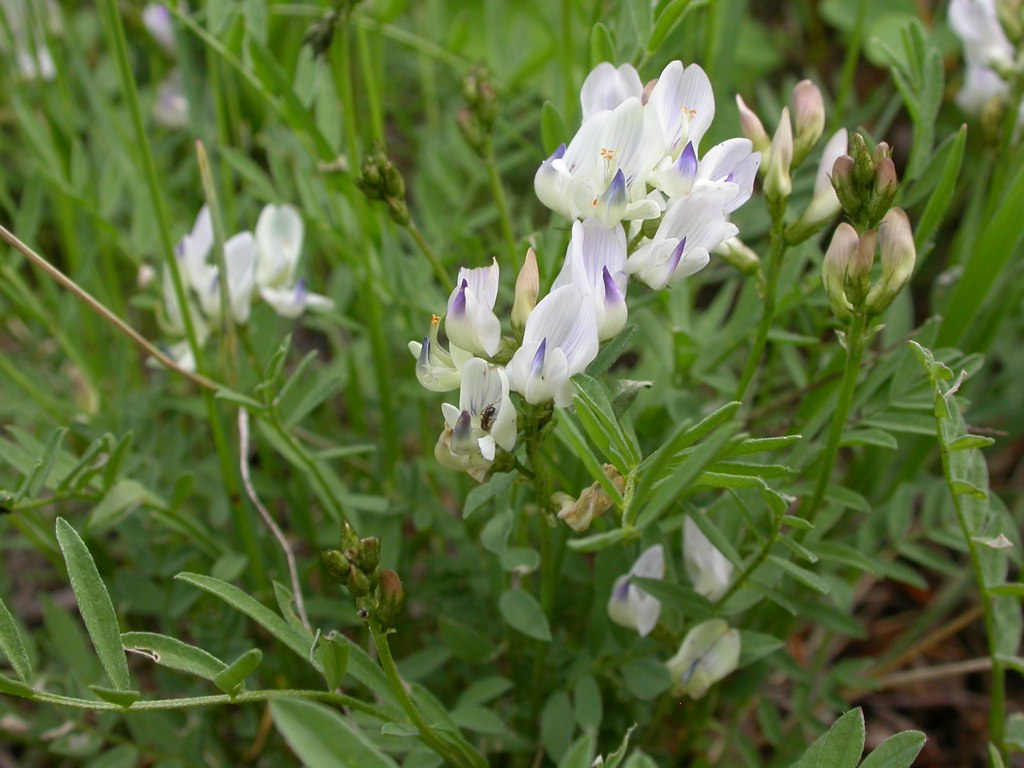